# روي كولين
روي كولين هو سياسي كندي، ولد في 31 ديسمبر 1944 في مونتريال في كندا. حزبياً، نشط في الحزب الليبرالي الكندي. وقد انتخب عضو مجلس العموم الكندي.